# Roger John Brownlow Keyes
Pour les articles homonymes, voir Keyes.
Roger John Brownlow Keyes, 1er baron Keyes, né le 4 octobre 1872 à Tudiani, Nord-Est de l'Inde et mort le 26 décembre 1945 à Buckingham, est un amiral britannique qui combattit la révolte des Boxers et prit part aux Première et Seconde Guerres mondiales.

## Biographie
En 1918, il réussit un raid contre la base maritime allemande de Zeebruges. Avec le titre de baron Keyes of Zeebrugge and Dover, il aussi est considéré comme un des grands héros de l'empire Britannique.
En 1940, il est l'attaché militaire britannique auprès de l'état-major du roi Léopold III, roi de Belges durant la campagne des 18 jours. Son fils, Lord Keyes, relatera les vicissitudes des relations entre alliés durant cette période sur la base des mémoires de son père en défendant l'armée belge et l'attitude du roi des Belges avant le rembarquement britannique de Dunkerque sous le titre Un règne brisé.
Au cours de la Seconde Guerre mondiale, Keyes est le premier directeur des opérations combinées, du 17 juillet 1940 au 27 octobre 1941. Il estime que cette fonction était frustrante puisqu'il dépendait totalement des autres branches et des unités des forces armées pour les troupes et pour l'équipement, le transport, la couverture aérienne et l'information.
Les opérations qu'il a envisagées, comme l'opération Mandibles, sont annulées, le War Office ne voulant pas détourner les ressources militaires pour des opérations qu'il considérait comme nouvelles et aventureuses.
Toutefois, on lui doit la réussite de différents dispositifs tels que les commandos, les SAS ou encore le SOE.